# E673
E673 eller Europaväg 673 är en 95 km lång europaväg som går mellan Lugoj och Deva i Rumänien. Den är landsväg hela sträckan och ansluter till E70, E68 och E79.